# 미야모토 이오리

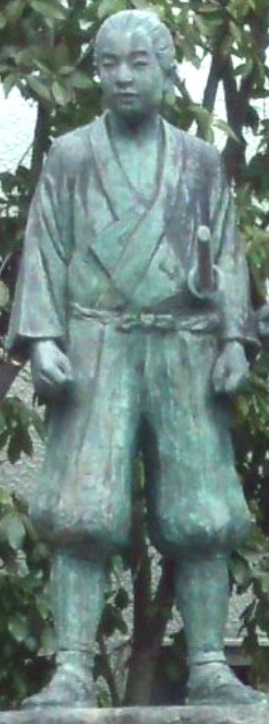

미야모토 이오리(일본어: 宮本伊織, 1612년 11월 13일~1678년 5월 18일)는 에도 시대의 무사로, 전설적인 로닌 미야모토 무사시의 양자였다.

## 어린 시절
이오리는 미야모토 무사시의 양자로 태어났다. 그는 양부가 39세였던 1623년 11세의 나이로 입양되어 에도에서 살았다. 이오리의 손자의 족보에 따르면, 이오리는 원래 무사시의 조카였다.

## 경력
이오리는 에도 시대 초기의 다이묘인 오가사와라 다다자네의 가신이었다. 오가사와라가의 치세 하에서 이오리의 출세는 유난히 빨랐다. 이오리는 15세의 나이에 문하에 들어갔고, 곧이어 공식적인 가신이 되었다. 1632년까지 이오리는 2,500코쿠를 받았고, 오가사와라가의 주요 가신들 중의 하나가 되었다. 1638년까지 그의 봉급은 1500코쿠 인상되었는데, 이는 시마바라의 난 동안의 그가 세운 전공 때문이었다. 불과 26세의 나이에 그는 오가사와라가의 최고위 가신이 되었다.

## 추가 읽기
- De Lange, William (2014). 《Miyamoto Musashi: A Life in Arms》. Floating World Editions. ISBN 978-1-891640-629.
- 福田正秀著『宮本武蔵研究論文集』歴研　2003年　ISBN 4-947769-22-X
- 福田正秀『宮本武蔵研究第2集・武州傳来記』ブイツーソリューション　2005年　 ISBN 4-434-07295-1